# Paralygris
Paralygris är ett släkte av fjärilar. Paralygris ingår i familjen mätare.
Kladogram enligt Catalogue of Life:
| Paralygris | \| \| Paralygris contorta \| \| \| \| \| \| Paralygris delecta \| \| \| \| |
|            | \| \| Paralygris contorta \| \| \| \| \| \| Paralygris delecta \| \| \| \| |
|            | Paralygris contorta                                                        |
|            |                                                                            |
|            | Paralygris delecta                                                         |
|            |                                                                            |